# Llavica de Agencha
Llavica de Agencha (auch kurz: Llavica) ist eine Ortschaft im Departamento Potosí im Hochland des südamerikanischen Anden-Staates Bolivien.

## Lage im Nahraum
Llavica de Agencha ist zentraler Ort des Kanton Llavica im Municipio Colcha „K“ in der Provinz Nor Lípez. Die Ortschaft liegt am Südrand des Salar de Uyuni, mit einer Fläche von mehr als 10.000 Quadratkilometern größtem Salzsee der Welt.

## Geographie
Llavica de Agencha liegt auf dem bolivianischen Altiplano zwischen der Cordillera Occidental im Westen und der Cordillera de Lípez im Südosten. Das Klima der Region ist ein typisches Tageszeitenklima, bei dem die mittlere Temperaturschwankung im Tagesverlauf deutlicher ausfällt als im Ablauf der Jahreszeiten.
Nennenswerter Niederschlag fallen nur in den Monaten Januar bis März (siehe Klimadiagramm Colcha „K“), die restlichen neun Monate des Jahres sind arid, der Gesamtniederschlag der Region erreicht keine 100 mm im Jahr. Die Jahresdurchschnittstemperatur liegt bei knapp 7 °C, die Monatswerte schwanken nur unwesentlich zwischen 2 °C im Juni/Juli und 9 °C von November bis März, wobei jedoch nächtliche Frostdurchgänge im ganzen Jahr möglich sind.
Gemäß der Klimaklassifikation von Köppen-Geiger ist das Klima von Llavica de Agencha trocken und kalt (BWk).

## Verkehrsnetz
Llavica de Agencha liegt in einer Entfernung von 388 Straßenkilometern südwestlich von Potosí, der Hauptstadt des gleichnamigen Departamentos.
Von Potosí führt die asphaltierte Nationalstraße Ruta 5 in südwestlicher Richtung 198 Kilometer bis Uyuni, von dort führt sie weiter nach Südwesten und erreicht nach 61 Kilometern die Brücke über den Río Grande de Lípez. Hinter der Brücke zweigt die Ruta 5 in nordwestlicher Richtung ab und erreicht nach 36 Kilometern die Ortschaft Río Grande an der Bahnlinie von Uyuni nach Avaroa an der chilenischen Grenze und weiter nach Antofagasta. Die Straße folgt der Bahnlinie in südwestlicher Richtung und erreicht nach weiteren 30 Kilometern Julaca. Direkt hinter Julaca zweigt eine unbefestigte Salzpiste in nordwestlicher Richtung ab und führt auf weiteren 63 Kilometern über Mañica, Colcha „K“, Chuvica, Atulcha und Santiago de Agencha nach Llavica de Agencha.

## Bevölkerung
Die Einwohnerzahl des Ortes war in den vergangenen beiden Jahrzehnten deutlichen Schwankungen unterworfen:
| Jahr | Einwohner | Quelle       |
| ---- | --------- | ------------ |
| 1992 | 100       | Volkszählung |
| 2001 | 174       | Volkszählung |
| 2012 | 116       | Volkszählung |
| 2024 |           | Volkszählung |

Die Region weist einen hohen Anteil Quechua-Bevölkerung, im Municipio Colcha „K“ sprechen 90 Prozent der Einwohner Quechua (2001).